# アヘン

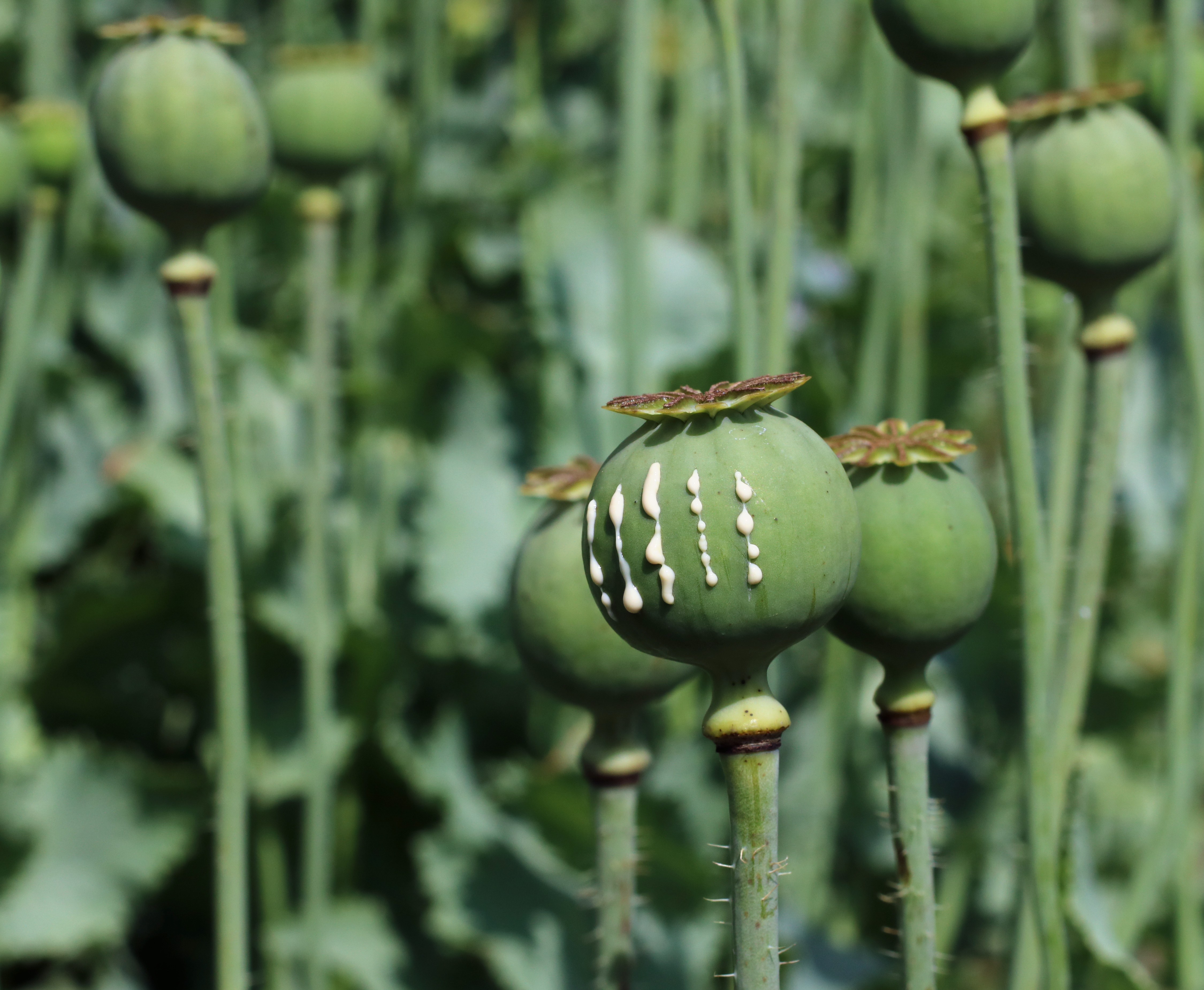
ケシの果実（いわゆるケシ坊主）に傷をつけて、アルカロイド樹脂を採取する

アヘン（阿片、鴉片、opium）は、ケシ（芥子、opium poppy）の実から採取される果汁を乾燥させたもので、麻薬の一種である。

## 概要
ケシの実から採取されるアルカロイドはオピエートと呼ばれ、そこから合成されるものがオピオイドである。麻薬（narcotic）とは、本来このようなオピエートやオピオイドを指す。
ケシから採取されたアルカロイドや、そこから合成される化合物は、鎮痛、陶酔といった作用があり、また高用量の摂取では昏睡や呼吸抑制を引き起こす。このようなアルカロイドや、合成化合物には、モルヒネ、ヘロイン、コデイン、オキシコドンを含む。
アヘンの名の由来は、英語名opiumの中国語の音訳である阿片（拼音: a piàn アーピエン）を音読みしたものである。明代の中国、江戸時代の日本では阿芙蓉（あふよう）と書いた。
ケシの実の汁は古代から鎮痛・鎮静作用が知られ、医薬品として用いられてきた。しかし同時に習慣性や、濫用による健康被害など、麻薬としての特性があり、アヘン戦争を引き起こすなど、重大な害悪も引き起こした。
現在では、1912年のハーグ阿片条約、これを引き継ぐ1961年の麻薬に関する単一条約において国際統制下にある。日本でもあへん法によって規制されている。

## 性質
アヘンを収穫する伝統的な方法としては「ヘラ掻き」がある。ケシの開花後、10 - 20日経って花弁の落ちた未熟果（いわゆるケシ坊主）の表皮に、朝のうち浅い切り込みを入れると、乳液状の物質が分泌される。これを夕方掻き採って集め、乾燥させると黒い粘土状の半固形物になる。こうして集められたのが生アヘンで、約10%のモルヒネなどの多くのアルカロイド類（アヘンアルカロイド）を含む。
ヘラ掻きによるアヘンの採取は人手や手間がかなりかかる。そのわりに得られる量はごく僅か（1kgのアヘンを得るのに、ケシの実が約2000本も必要）である。貧しい農民が栽培に従事するアフガニスタンなど非合法栽培地域では現在も行われているが、合法的栽培においては、現在は有機溶媒で茎も含む全体を処理して化学的に麻薬成分アルカロイドを抽出・精製する方法が主流である。
作ったアヘンは産地で薬研で粉末にし、ブリキ缶に入れ、製品として出荷する。精製しなくても薬効があるために、極めて古くからそのまま吸引されてきた。しかし生アヘンは不純物を大量に含み、効き目がモルヒネやヘロインより数段劣るため、そのままでの麻薬としての商品価値はかなり低い。価値を高めるにはさらに煮出して乾燥させるなど精製し、及び化学的に加工して、モルヒネやヘロインに加工する必要がある。精製すると量がアヘンのときの 20 - 25% までに減る。

## 産地
以前は、東南アジアのタイ・ラオス・ミャンマーに跨る「黄金の三角地帯」で多く生産されていたが、抑制対策が功を奏してその地帯でのケシ栽培は大きく減少した。2009年の国連薬物犯罪事務所の報告によれば、アヘンの94%はアフガニスタンで生産されている。2010年にはケシの病害により生産量が減少、アヘンの農場出荷額が$64/kg から$169/kgへと高騰した。
2011年10月、ロシアのセルゲイ・ラブロフ外務大臣は、「アフガニスタンのアヘン畑を一掃することにアメリカが消極的であることに驚きを禁じえない」と述べ、アフガニスタンでのアメリカのアヘン問題への態度を批判した。

## アヘン史

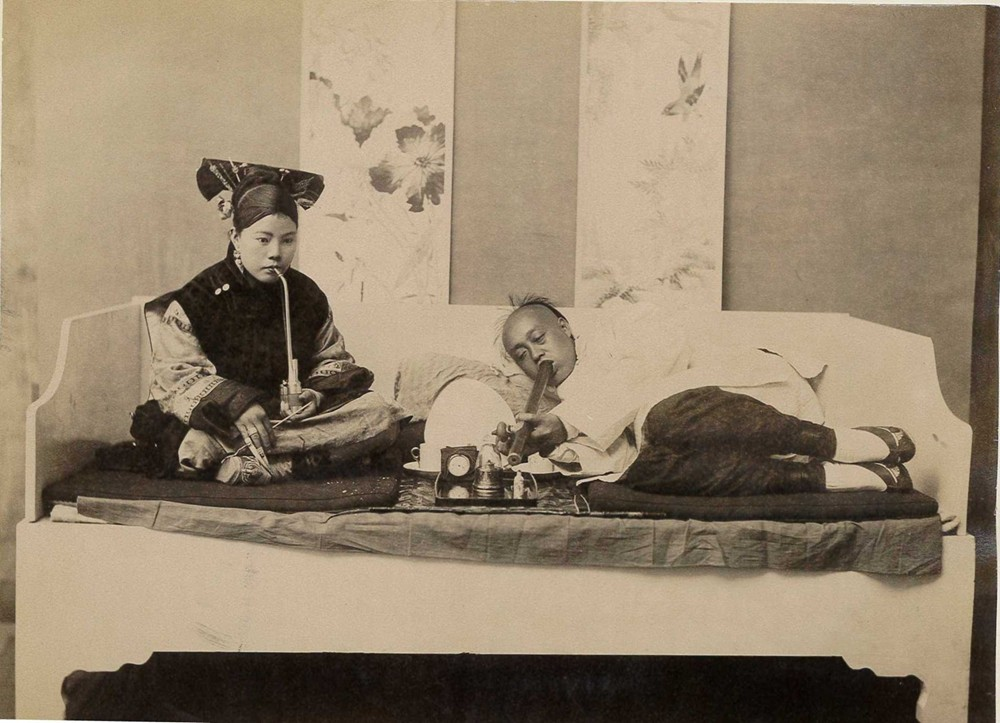
阿片を吸う中国人

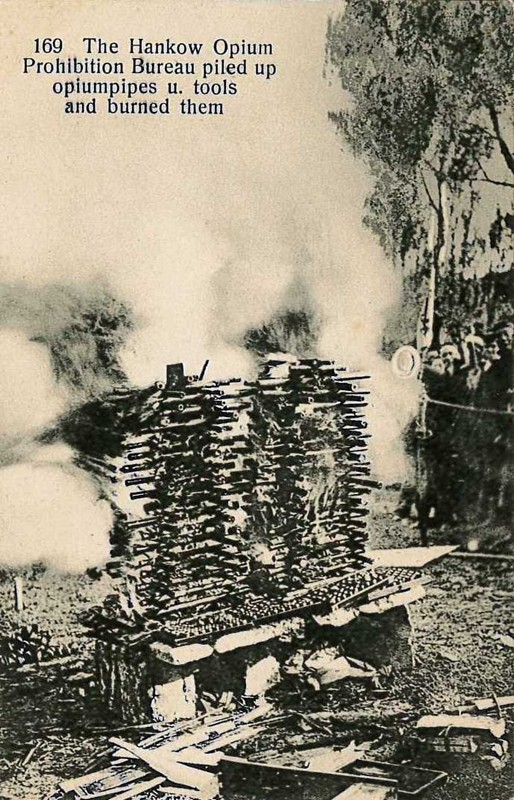
禁止令により、焼却される喫煙具

アヘンは極めて古くからその存在が知られている。紀元前3400年頃にはメソポタミアでケシが栽培されていたと考えられており、紀元前3000年頃に記述されたと見られるイランで見つかった石版にはシュメール人の乳液の採取について記述されている。紀元前2000年頃には、ヨーロッパや、中央アルプスにケシ栽培は伝わった。紀元前1500年頃にエジプトにてアヘン製造がされていた事がわかるパピルスの文献が見つかっている。文献によれば、アヘンは当時のエジプトにおいて鎮痛剤などの薬剤として用いられていた。メトロポリタン美術館にある、アッシュールナツィルパル2世の宮殿にあった紀元前879年に作られた浮き彫りの有翼神獣は、美術館はザクロと解説しているもののケシの未熟果の束を運んでいる。
紀元前300年頃のギリシャの哲学者であるテオプラストスの著書に、アヘンについての記述を見ることができる。ギリシャ神話では、アヘンの発見者は女神デメテルとされている。ローマ帝国ネロ帝時代の医師ディオスコリデスは、アヘンの採取法及び薬効を著書の中で詳しく述べている。この時代には、アヘンはすでに鎮痛剤、睡眠剤として利用されていた。一部で遊興的な使用も行われたが、多くは薬用であった。英語名opiumは、この時代のラテン語名opiumを引き継いだものである。古代ヨーロッパにおけるアヘンの使用は、西ローマ帝国の滅亡により、一時廃ることとなった。
5世紀前後、イスラム圏の交易網が発達し、インドや中国、アフリカの中部などの各地にアヘンはもたらされた。アラブ商人は医薬品としてのアヘンを商品とみなしていた。東アジアにも伝来した。シルクロードを通じて、アラブ商人が持ち込んだと考えられている。500年頃に薬学者であった陶弘景により編纂された『唐本草』には医薬品としてのアヘンの記述がある。それ以前に、シルクロードを通じて持ち込まれた医薬品、底野迦（てりあか）にはアヘンが含まれていたとの指摘がある。
11世紀前後、イスラム圏との接触を経て、アヘンはヨーロッパに再伝来した。再び、医薬品として用いられた。15世紀頃からは麻酔薬としても用いられた。20世紀初頭までは民間療法の薬剤として用いられた。
大航海時代を経ての西欧諸国による海上貿易において、アヘンは重要な商品となった。中国では、西欧諸国、特にイギリスによりアヘンがもたらされ、アヘン禍に陥る。イギリスは交易において三角貿易の構造を構築し、アヘンを用いて資産を獲得した。このアヘン貿易は、規模や対象、時代こそ違うものの諸国においても同様の交易が行われた。
清国では、上海など都市の河沿い地域に使用者が多く、当初は運搬船の停泊船内や宿場などで煙草に混ぜて吸入されていた。19世紀、このアヘンの蔓延に危機感をつのらせた清国がイギリス商人のアヘンを焼却したことが、イギリスと清国の間で、アヘン戦争（1840年-）の引き金となった。しかし、この紛争後もアヘン流入量が縮小されず、市中では次第に半固形の阿片膏を煙管（キセル）に入れて吸入するようになっていた。この携行しやすい阿片膏によって、より清国内の広域へアヘンが浸透、アヘン窟も伝播した。20世紀初頭の清末には、清国の上流層にもアヘンが一部流れていたとされており、清滅亡後の1930年代においても、煙管など吸引用品の取扱店や「大煙」と看板を掲げた煙館など、アヘン関係の店が各地でみられた。
イギリス本国では、薬扱いのため酒税が掛からず、ジンやワインのボトルより安価な値段だった。マンチェスターでは、労働者階級の約8割がハーブ飲料の一種として習慣的に飲用していた。一般の家庭では、当時の辛い生活を紛らわせるために消費された。アヘン入りコーディアル(シロップ)は女性の月経痛にも使用され「女性の友」とも呼ばれ、幼児を泣き止ませるため積極的に使用され、食欲が無くなり餓死する幼児が相次いだ。ヨーロッパにおいては、「アヘンの危険性の認知」や「アヘンの習慣を持つ者が多い中国人の各地への移住とそれによる中国人コミュニティーとの接触」に伴い19世紀には反アヘン運動が高まった。また、アメリカ・カナダへの中国人労働者の流入ともに、特にサンフランシスコをはじめとする地域でアヘン窟がみられるようになり、1875年に至り反ドラッグ法制定など対策が行われた。
20世紀初頭から、国際間におけるアヘンの統制が始まる。1912年にはハーグ阿片条約が調印され、アヘン貿易が制限された。1920年に国際連盟が成立してからは、連盟が統制に関する職務を負い、国際機関が設置された。1926年の第一・第二阿片会議条約では、アヘンの使用等に関しても統制され、1928年の麻薬製造制限条約においてアヘン貿易は完全に禁止された。国際連合に移行後も、同様の統制体制が持続し、現行の1961年の麻薬に関する単一条約においてもアヘンは統制されている。

## 日本におけるアヘン史

### 江戸時代まで
文献に見える古い記録では、梶原性全（かじわらしょうぜん：1265 - 1337）『頓医抄』の中にすでに「罌粟」の用語が見られる。くだって室町時代には、南蛮貿易によってケシの種がインドから津軽地方（現在の青森県）にもたらされ、それが「ツガル」というケシの俗称となったという伝承がある。その後江戸時代を通じて現在の山梨県、和歌山県、大阪府付近などで栽培されたが、いずれも少量で高価であり、用途としても麻酔などの医療用や投獄者への自白剤などに限られていた。寺島良安『和漢三才図会』（1713年頃）巻百三には「阿片」や他の生薬、辰砂などと調合した「一粒金丹」なる丸薬が止瀉薬として紹介されている。この処方箋は備前岡山藩藩医木村玄石の手によるといい、これが元禄2年（1689年）弘前藩藩医和田玄良に秘薬として伝わった。藩医の和田玄春による寛政11年（1799年）の効能書には鎮痛や強壮が謳われている。この薬の評判はすぐに江戸にまで及び、歌舞伎『富岡恋山開』には「新右衛門、それでおれが、月々呑まそうと思って、伝手を頼んで、津軽のお座敷で所望した一粒金丹」という台詞が残されるまでとなり、江戸市中で売られていたようである。天保8年（1837年）摂津道修町の薬問屋奉公の太田四郎兵衛が種子を持ち帰って栽培し、はじめてアヘンの製造に成功したとの記述もみえる。

### 幕末
一方、16世紀半ばの明朝末期に、イギリスの三角貿易によりインドから大量のアヘンが中国内に流通し始め、やがて明が滅び清となった中国からは、長崎貿易を通じて吸煙用途の安価なアヘン（煙膏）や生アヘンが知られるようになった。日本は鎖国はしていたが、海外の情報はオランダ風説書によって得ていた。
19世紀に入るとオランダ以外の欧米諸国も日本にも執拗に開国を迫り出してきており、江戸幕府は対応に苦慮していた。1839年（天保10年）にアヘン戦争が始まると、オランダはそれまでの風説書とは別に、詳細な別段風説書としての報告書「阿片招禍録」を作成して欧米が関わる動乱を詳細に報告を始めた。その3年後、明に続く大国と認識していた清がイギリスに大敗したことは幕政を大いに揺るがし、同年に異国船打払令を取り消した。このためアヘンに関しては日本も清の後追いになる危険もあったが、佐久間象山らによって魏源『聖武記』『海国図志』などが熱心に研究され（斎藤竹堂『鴉片始末』など）、また、これはアメリカ全権タウンゼント・ハリスが日本にアヘンの危険性を説いた。
鎖国を解いた4年後の安政5年（1858年）に安政五カ国条約締結に至り、このいずれの国からもアヘンの輸入を禁制とする条文が記載された。
なお、国内では1822年から国内に散発していたコレラがこの年に江戸でも大流行し、蘭方医学者のポンペは患者にキニーネとアヘンの製剤を与えたことが記録されており、また典医松本良順が開国を巡る朝廷説得の心労で倒れた徳川慶喜にアヘンを処方して不眠を収めたなど一定の需要があり、日本ではまだ吸煙の習慣も定着しておらず、栽培は全国に広がっていた。

### 明治期
長崎、横浜などの条約港では、貿易のために集まった外国商人が居住のため使用人や料理人として中国人を連れて来ており、彼らが密輸によりアヘンの煙膏を持ち込んで問題となっていた。長崎では中国人が日本人にアヘンの煙膏を大量に売りつけ、遊女などが中毒死する事件を伝えている。やがてたびたび「あへん御禁令」の高札が立つようになり、1868年6月（慶応4年閏4月）、明治政府から最初のアヘン禁令となる「阿片烟ヲ禁シ府藩県高札ニ掲示セシム」を布告し、「あへん煙草は人の生気を消耗し命を縮めるもの」と初めて人害であることが明記された。政府は法整備を進め、1870年9月4日（明治3年8月9日）には「販売鴉片烟律」が布告され、使用や売買を含めて罰則規定を設け重罪とした。なおこの法律は後の現行法にほぼそのまま取り入れられ、「あへん煙に関する罪（刑法136-140条）」となっている。また、国内に流通するアヘンについても「生鴉片取扱規則」を同日発布し、記録や届出など管理の徹底を始めた。これらの法律は在留清国人にも適用された。

### 植民地におけるアヘン対策
アヘン戦争の敗戦以後、大量の中国人が東南アジアや東アジアへ移動しており、それとともにアヘンも拡大していった。
1877年にはイギリス商人によるアヘン密輸事件であるハートレー事件が起ったが、治外法権を行使されてハートレーは無罪となった。イギリス領事館から逆に法制度の未整備を指摘された明治政府は、1879年（明治12年）5月1日に薬用阿片売買竝製造規則（阿片専売法）を施行した。この法律において、政府は国内外におけるアヘンを独占的に購入し、許可薬局のみの専売とした。購入は医療用途のみとし、購入者及び栽培農家は政府による登録制とした。この専売制は政府に利益をもたらし、日清戦争の戦費となった。
日清戦争後、下関条約により清から台湾を割譲させて植民地とした日本は、台湾においてアヘンの製造と消費が一大産業になっていることを知った。台湾総督府衛生顧問だった後藤新平は伊藤博文に日本によるアヘン専売を建議し、1897年には台湾阿片令が敷かれる。同令においては、すでに常用者である台湾人は登録のうえアヘン購入を許可されたが、日本人、および中毒者でない台湾人の医療目的以外のアヘン使用は禁止された。1898年の阿片令では、台湾総督府専売局による専売が始まった。後藤は台湾のケシ栽培を課税対象とし、段階的に課税を厳格化することで、40年をかけ台湾のケシ生産を消滅させる一方、内地では、二反長音蔵などのケシ栽培を積極的に後援し、1935年頃には日本のアヘン年間生産量は15tに達した。台湾総督府は、日本産アヘンの台湾への輸出・販売により、莫大な利益を得た。
昭和に入ると日本は朝鮮や満洲の熱河省、遼寧省、内モンゴルなどでケシ栽培を奨励し、第二次世界大戦中は満州産アヘンに高額の税をかけ戦費を調達した。
中華民国は、日本と違い、アヘンの全面禁止政策を採用していたが、四川省・雲南省などで密造された非合法のアヘンが闇で流通しており、軍閥の重要な資金源とされていた。中国産アヘンの末端価格は日本産のそれの約半分であり、しばしば日本産アヘンを市場から駆逐した。日中戦争がはじまると、関東軍の影佐禎昭大佐の指導のもと、里見甫が秘密結社の青幇や紅幇と連携し里見機関を設立し、中国の通貨法幣を獲得するため、上海などでアヘンやモルヒネを大量に密売した。

## 統制の状況
アヘンは多くの国で麻薬の一種としてその製造・販売・販売目的の所持が禁止または規制されている（自己使用を処罰する日本の法制は、比較法的には少数派である）。
日本では麻薬及び向精神薬取締法とあへん法が、アヘンやヘロインの使用、所持等を禁止している。同法により、原料のケシの栽培自体も禁止されている。あへん法にいう「けし」とは、Papaver somniferum L., Papaver setigerum DC. 及びその他のケシ属 (Papaveraceae) の植物であって、厚生労働大臣が指定するものをいい、「あへん」とは、けしの薬汁が凝固したもの及びこれに加工を施したもの（医薬品として加工を施したものを除く。）をいう（同法3条1号、2号）。使う意思がなくとも吸引用具を所持（海外では吸引用具が美術品として取引されているところがある）しているだけでも違法になる。刑法136条 - 141条でアヘンの製造・輸入・所持・吸煙および吸煙道具の製造・輸入・所持や吸煙場所の提供を禁じており、未遂も処罰される（刑法第2編 第14章「あへん煙に関する罪」）。
現在、モルヒネ用としてのアヘン輸出が国際的に認められている国はインド、日本、中国、北朝鮮だけである。しかし、外国へ輸出が出来るほどの生産量（少なくとも、表のルートで取引されるもの）があるのはインドだけである。また、オーストラリアでも比較的大規模な薬用アヘンの製造が行われているが、国内の需要の一部しか満たせない。日本では、栽培技術継承のため、北海道大学で極めて小規模な生産が行われている。その他の国では、少なくとも表向きは大規模なケシ栽培は行われていない。このため、世界の合法的なモルヒネは大半がインド産である。また、必要以上の在庫を保有することが禁じられているため、いかにインドと言えども、何らかの急な需要増加には対処できない。